# Ray Johnson

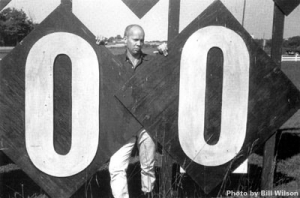
Ray Johnson

Raymond Edward Johnson (Detroit, 16 oktober 1927 – New York, 13 januari 1995) was een Amerikaans beeldend kunstenaar.

## Levensloop
Johnson studeerde van 1946 tot 1948 samen met Robert Rauschenberg en Cy Twombly op het Black Mountain College in North Carolina. In zijn kunstwerken combineerde hij traditionele technieken van de abstracte kunst met de dadaïstische collagemethode. Hij produceerde honderden collages bestaande uit papierknipsels gecombineerd met inkttekeningen. Hij wordt gezien als de 'vader' van de mail art. Bekendheid verwierf hij met zijn New York Correspondence School.
Johnson gebruikte de term copyleft (als tegenhanger van copyright) om aan te geven dat zijn werk gekopieerd en hergebruikt mocht worden.
Op vrijdag 13 januari 1995 werd hij gezien toen hij van een brug sprong in Sag Harbor, Long Island en ruggelings naar de zee zwom. Zijn lichaam werd de volgende dag gevonden nabij een haven van New York. Sommigen zien de wijze waarop hij de dood vond als zijn 'laatste performance'.